# Наньцзянь-Їський автономний повіт
25°02′40″ пн. ш. 100°31′03″ сх. д. / 25.04452° пн. ш. 100.51749° сх. д.
Наньцзянь-Їський автономний повіт (кит. 南涧彝族自治县, пін. Nánjiàn Yízú Zìzhìxiàn) — один із повітів КНР у складі Далі-Байської автономної префектури, провінція Юньнань. Адміністративний центр — містечко Наньцзянь.

## Географія
Наньцзянь-Їський автономний повіт лежить на заході Юньнань-Гуйчжоуського плато на лівому березі річки Меконг.

### Клімат
Повіт знаходиться у зоні, котра характеризується океанічним кліматом субтропічних нагір'їв. Найтепліший місяць — червень із середньою температурою 24,3 °C. Найхолодніший місяць — грудень, із середньою температурою 12,6 °С.
| Клімат повіту Наньцзянь-Ї | Клімат повіту Наньцзянь-Ї | Клімат повіту Наньцзянь-Ї | Клімат повіту Наньцзянь-Ї | Клімат повіту Наньцзянь-Ї | Клімат повіту Наньцзянь-Ї | Клімат повіту Наньцзянь-Ї | Клімат повіту Наньцзянь-Ї | Клімат повіту Наньцзянь-Ї | Клімат повіту Наньцзянь-Ї | Клімат повіту Наньцзянь-Ї | Клімат повіту Наньцзянь-Ї | Клімат повіту Наньцзянь-Ї | Клімат повіту Наньцзянь-Ї |
| Показник                  | Січ.                      | Лют.                      | Бер.                      | Квіт.                     | Трав.                     | Черв.                     | Лип.                      | Серп.                     | Вер.                      | Жовт.                     | Лист.                     | Груд.                     | Рік                       |
| Середній максимум, °C     | 20,3                      | 22                        | 25,1                      | 27,8                      | 29,3                      | 29,4                      | 28,6                      | 28,9                      | 27,7                      | 26                        | 22,8                      | 20,2                      | 25,7                      |
| Середня температура, °C   | 12,7                      | 14,7                      | 18                        | 20,8                      | 23,3                      | 24,3                      | 23,8                      | 23,6                      | 22,2                      | 19,9                      | 15,7                      | 12,6                      | 19,3                      |
| Середній мінімум, °C      | 6,1                       | 8,3                       | 11,5                      | 14,9                      | 18,4                      | 20,7                      | 20,6                      | 20                        | 18,6                      | 15,8                      | 10,5                      | 6,7                       | 14,3                      |
| Норма опадів, мм          | 15.7                      | 20.5                      | 19.9                      | 25.7                      | 65                        | 103.9                     | 138.3                     | 136.5                     | 111.2                     | 77.1                      | 34.9                      | 11.5                      | 760.2                     |
| Вологість повітря, %      | 56                        | 51                        | 48                        | 49                        | 56                        | 67                        | 72                        | 74                        | 74                        | 72                        | 69                        | 65                        | 62.8                      |
| ------------------------- | ------------------------- | ------------------------- | ------------------------- | ------------------------- | ------------------------- | ------------------------- | ------------------------- | ------------------------- | ------------------------- | ------------------------- | ------------------------- | ------------------------- | ------------------------- |
| Джерело: data.cma.cn      |                           |                           |                           |                           |                           |                           |                           |                           |                           |                           |                           |                           |                           |